# カルロス・ポルテル (小惑星)
カルロス・ポルテル (2858 Carlosporter) は小惑星帯に位置する小惑星である。1975年12月1日、チリの天文学者エルベルト・ウロブルスキがセル・エル・ロブで発見したが、カルロス・トーレスとセルヒオ・バッロスが発見したとする資料もある。
チリの学者カルロス・ポルテル（Don Carlos Emilio Porter, 1867年 - 1942年）に因んで命名された。